# Torymus guyanaus
Torymus guyanaus är en stekelart som beskrevs av Cameron 1913. Torymus guyanaus ingår i släktet Torymus och familjen gallglanssteklar.
Artens utbredningsområde är Guyana. Inga underarter finns listade i Catalogue of Life.